# Paranilicus
Paranilicus là một chi bọ cánh cứng trong họ 
Elateridae.
Chi này được miêu tả khoa học năm 1878 bởi Candèze.

## Các loài
Các loài trong chi này gồm:
- Paranilicus brevicornis (W.J. Macleay, 1872)
- Paranilicus macleayi Candèze, 1878